# Perštýn (Liberec)
Perštýn (Liberec IV) (německy Birgstein) je část města Liberec.

## Poloha a údaje
Perštýn se nachází na jihu centrální části města v katastrálním území Liberec o výměře 6,22 km2. Je zde evidováno 401 adres. Trvale zde žije asi 3 tisíce obyvatel.
Název Perštýn je zkomoleninou německého názvu Birgstein.

## Významné objekty

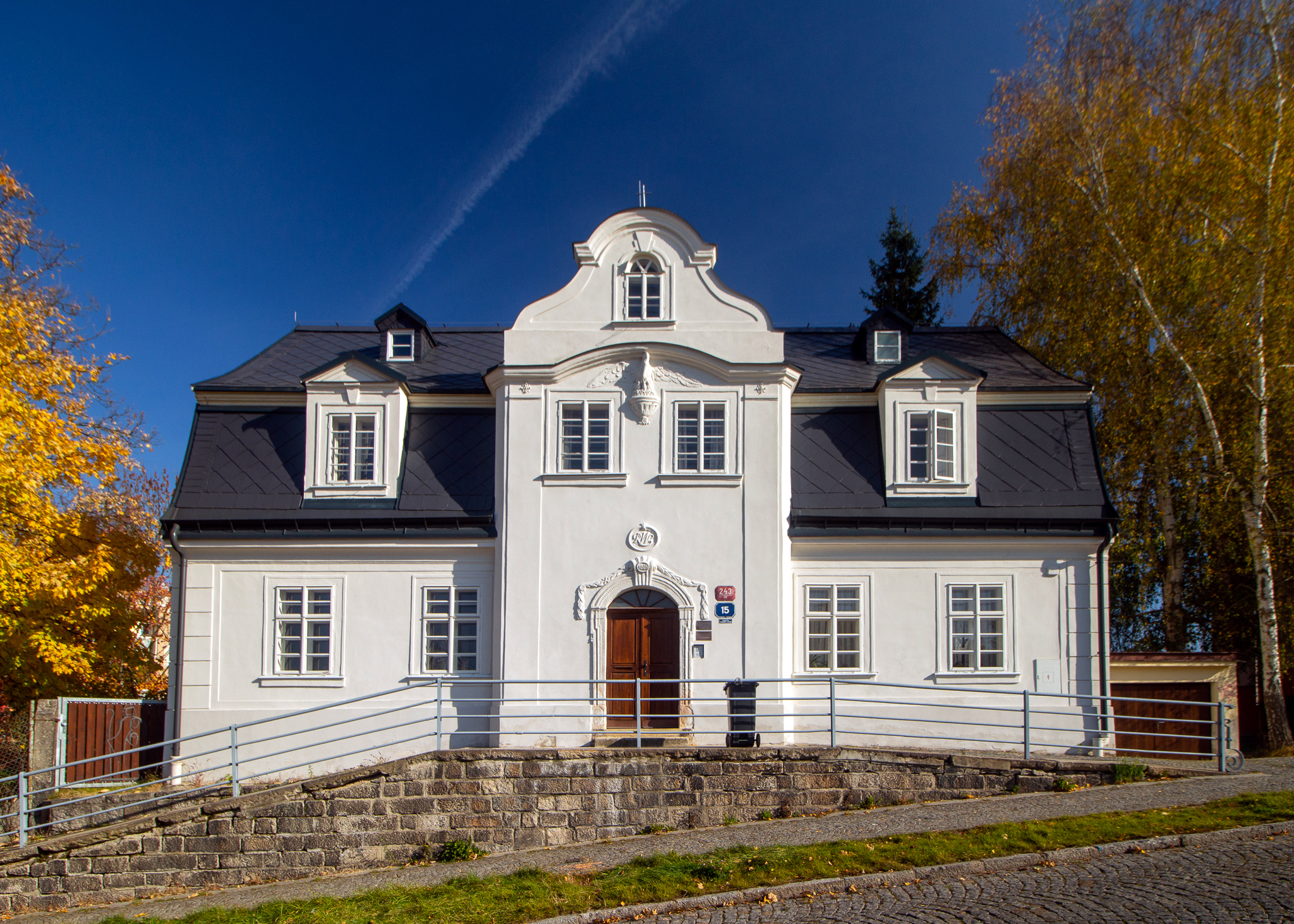
Dům u Pelikána

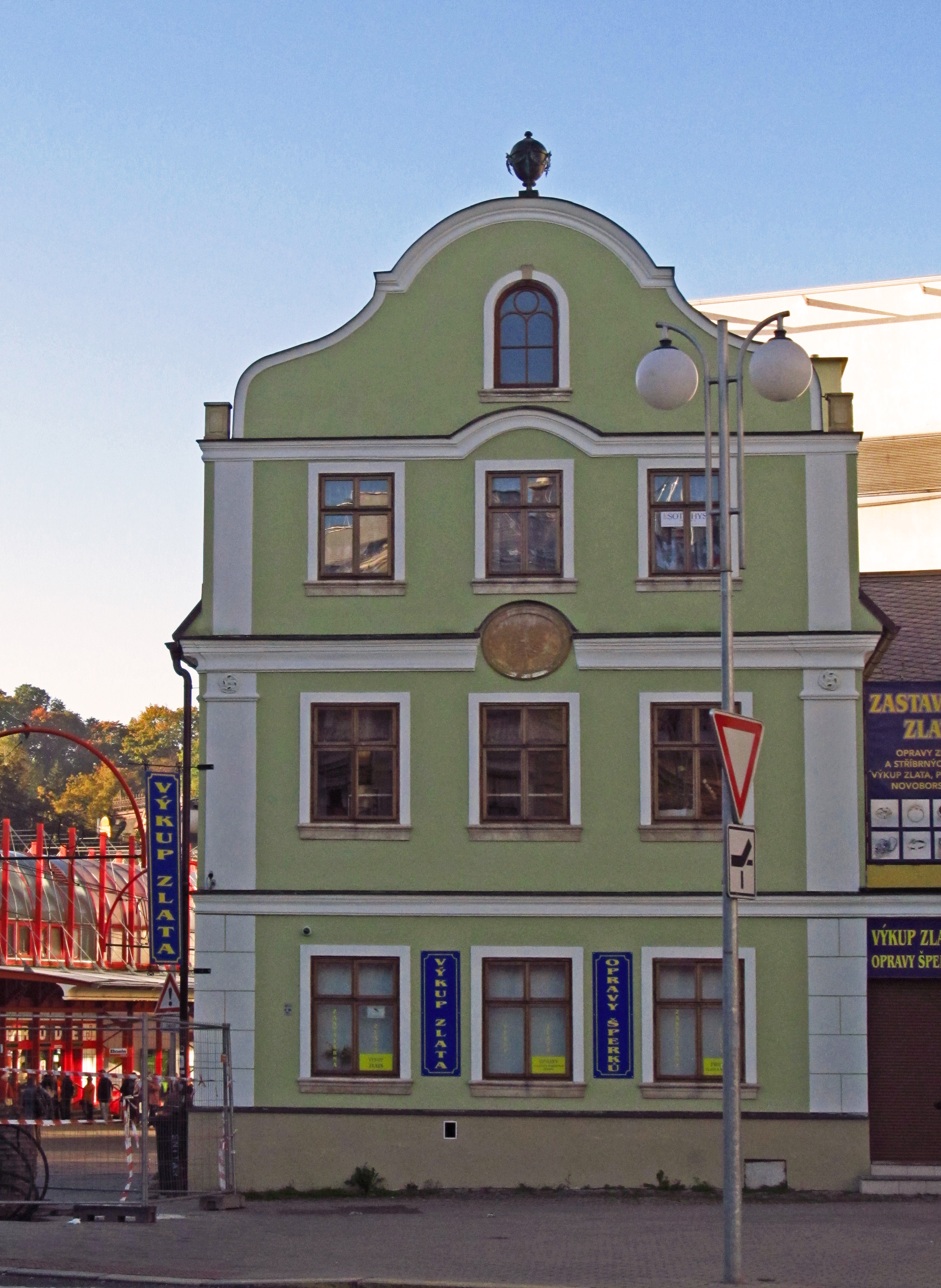
Dům u Zeleného stromu

V části Liberec IV-Perštýn se nachází množství významných budov, městských i krajských institucí a dalších objektů města:
- budova krajského úřadu Libereckého kraje
- ústřední terminál MHD Fügnerova
- obchodní centrum Forum a Dům kultury
- Palác Dunaj na Soukenném náměstí
- Anenský dvůr (Annahof)
- dřevěný Šolcův dům
- secesní krematorium a hřbitov na Perštýně
- kostel sv. Vincence z Pauly
- výšková budova S Tower
- městský dům U pelikána
- dům u Zeleného stromu
- Úřad práce
- Dětský diagnostický ústav
- Spalovna-teplárna